# 복제동물모델
이것은 복제동물모델의 목록이다. 이 목록은 다른 종류의 동물로 구분된다. 과학적으로 인용이 가능한 경우의 복제동물이 목록에 포함된다.
복제동물은 주로 핵 치환 기술을 통해 제작된다.
핵 치환 기술은 체세포에서 핵을 추출한 후 이미 핵이 제거된 난자에 넣어주는 것으로, 먼저 암컷 동물의 생식 세포인 난자에서 핵을 제거하고 그 난자 속에 복제할 동물의 피부나 머리카락 세포에서 얻은 체세포를 넣어 준다. 이렇게 수정된 세포를 암컷의 몸속에 넣고 일정 시간 동안 키우면 체세포를 제공한 동물과 유전자가 똑같은 복제동물이 완성된다.
이런 과정을 통해 1996년 영국에서 세계 최초로 복제 양 돌리가 태어났다.
동물 복제 기술은 다양한 분야에서 활용되고 있다. 가족같이 지냈던 반려 동물을 복제 동물로 다시 만날 수 있고 동물 복제를 이용해 사람의 질병을 고치는 연구가 이루어지고 있다. 최근에는 동물 복제를 이용하여 멸종 위기에 처한 동물의 종을 복원시키는 연구도 진행되어 있다.

## 낙타
복제된 암컷 단봉낙타인 Injaz는 2009년에 아랍에미리트의 두바이에 있는 Camel Reproduction Center에서 태어났다.

## 잉어
발생학자 Tong Dizhou는 1963년에 첫 번째 물고기 복제를 하기 위해 성공적이지 못하게 수컷 아시아 잉어의 DNA를 암컷 아시아 잉어의 난자에 삽입했다. 1973년에 Dizhou는 첫 번째 이종간의 복제를 하기 위해 아시아 잉어의 DNA를 붕어에게 삽입했다.

## 고양이
- 2001년에 Texas A&M 대학교의 과학자들은 첫 번째 복제 고양이인 CC(CopyCat)를 만들었다.[3] CC는 정확하게 숙주로부터 복제되었음에도 불구하고 그들은 다른 성격을 가지고 있었다. 예를 들면 CC는 부끄러움을 타고 단정했지만, 반면에 숙주는 활동적이고 호기심이 많았다.[4]
- 2004년에 Genetic Saving & Clone에 의해 처음으로 상업적인 복제 고양이인 Little Nicky가 만들어졌다.[5]

## 소
- 세계최초로 복제된 송아지 Gene은 1997년에 American Breeders Service facilities에서 태어났다. 후에 Gene은 미네소타 동물원 교육 센터로 옮겨졌다.[6] 그리고 3마리의 복제 송아지가 1998년에 더 태어났다.[7]

- 홀스타인 암소인 Daisy는 1999년 Connecticut 대학교의 Jerry Yang박사가 높은 장점을 가진 소 Aspen의 귀 피부세포를 사용해 복제했다. 그 해에 이어서 세 마리의 소(Amy, Betty, Cathy)가 추가적으로 복제되었다.[8]

- 유명한 황소로 사랑 받는 Chance로부터 브라만 황소 Second Chance가 복제되었다. Second Chance는 Texas A&M 대학교에서 1999년에 태어났다.[9]

- Texas A&M 대학교는 86 Squared라 불리는 블랙 앵거스 황소를 2000년에 복제했다. 그의 기증자인 Bull 86은 15년간 얼려 보관되었다. 두 황소는 고기에 영향을 미칠 수 있는 브루셀라병, 결핵 그리고 또 다른 질병에 저항력을 가졌었다.[10][11]

- 2001년 Advanced Cell Technology의 연구원들은 성공적으로 복제된 24마리의 홀스타인들을 태어나서부터 4세까지 관찰했다고 밝혔다. 대조군 소에 비해 모두들 건강한 상태로 유지되었고, 적당한 단계에서 재생산기능을 가졌었다.[12][13] 그리고 두 마리의 복제된 소는 성공적으로 교배되어 건강한 소를 생산했다.[13]

- Millie와 Emma는 2001년에 Tennessee 대학교에서 복제된 두 마리의 암컷 젖소이다. 그들은 기존의 세포배양 기술을 이용해 생산된 최초의 복제 소이다.

- 2001년에 브라질에서는 처음으로 암송아지 Vitoria를 복제했다.[14]

- 젖소 Pampa는 2002년에 아르헨티나에서 처음으로 복제된 동물이다.[15]

- 세계최초로 중국의 Guangxi 대학교에서 물소를 복제했다.[16]

- 2009년에 튀르키예에서 Anatolian Grey황소가 복제되었고, 2010년에 같은 혈통의 4마리의 암소가 복제되었다.[17]

- 2010년 5월, 스페인의 투우 황소로서 최초로 Got가 복제되었다.[18]

- 2011년 2월 브라질에서 brahman을 복제했다.[19]

- 2015년 중국의 회사인 BoyaLife에서 한국의 기업인 Sooam Biotech와의 파트너십을 알렸고 그들은 중국 타이안진에 매년 100,000마리의 소를 복제하기 위한 공장을 지을 계획을 했다. 그리고 2016년부터 중국의 시장에 질 좋은 소고기로 공급되었다.[20]

- 2016년 1원 인도 Central Institute for Research on Buffaloes의 과학자들은 우수한 버팔로의 꼬리의 복부 쪽 세포를 이용해 버팔로 새끼인 “Cirb Gaurav”를 복제했다고 알렸다.[21]

- 2016년 7월 페루의 국립대학교의 과학자들은 소의 귀의 세포를 이용하는 직접 만든 클로닝 방법을 사용해 젖소를 복제했다. 처음으로 복제된 것은 “Alma CL-01”로 불렸다.[22]

## 코요테
한국의 Sooam Biotech에서 2011년에 대리모로 개를 이용해 8마리의 코요테를 복제했다.

## 사슴
Dewey는 Texas A&M 대학교에서 2003년에 태어났다.

## 개
- 아프간 하운드 Snuppy는 2005년 대한민국에서 복제된 첫 복제 개이다.[25]

- 대한민국의 Sooam Biotech는 2015년에 700마리의 개를 복제했고, 한 마리의 강아지를 복제하는데 약 1억원이 비용이 들었다고 보고했다.[26] 복제된 강아지는 사후 12일 된 개의 세포로부터 복제되었다.[26]

- 중국 베이징의 생명공학 회사인 Sinogene은 2017년 12월 유전자 편집 개인 Apple을 복제했다.[27][28]

## 개구리(올챙이)
1958년 Oxford 대학교의 John Gurdon은 그가 성공적으로 복제 개구리 Damian을 만들었다고 설명했다. 그는 손톱개구리속 올챙이의 체세포로부터 얻은 손상되지 않은 핵을 사용해 이 실험을 했다. 이것은 1952년에 진행된 Briggs와 King의 배아 포배 세포로부터의 핵 이식 실험에 중요한 확장을 주었다.

## 초파리
2005년 캐나다 노바스코샤 주 핼리팩스에 있는 Dalhousie 대학교의 Vett Lioyd 박사의 실험실에서 유전적으로 동일한 5마리의 초파리가 만들어졌다.

## 들소
멸종 위기에 처한 야생 가축이 복제되었다. 2001년 미국 아이오와주 수 센터의 Trans Ova Genetics에서 복제된 들소가 대리모 소로부터 태어났다. 그러나 그 새끼는 48시간 안에 죽었다.

## 염소
- Downen TX 63 684(별명: Megan)는 2001년에 미시건 주의 플레인웰에서 보어염소로부터 복제되었다.[33]

- 중국이 처음으로 성인 염소의 귀 피부로부터 염소를 복제했다.[34]

- 중동의 첫 복제염소이자 전 세계의 다섯 번째 복제염소인 Hanna는 2009년 이란의 이스파한에 있는 Royan Institute에서 만들어졌다. 복제염소는 바흐티아리 염소의 자궁에서 발달했다. 이란의 연구원들은 2009년에 복제염소를 이용해 뇌졸중 환자를 위한 항체나 약 같은 새로운 메커니즘을 조절할 계획 중이라고 발표했다.[35]

- 세계 최초의 파시미나 염소 복제는 SKUAST의 Center of animal Biotechnology에서 만들어졌고, 아랍어로 빛이라는 의미의 Noori라 이름지어졌다.[36]

## 말
- 2003년, 세계 최초의 복제 말인 Prometea가 탄생했다.[37]

- 2006년, 장애물 경주용 말로 성공적으로 복제된 Scamper가 복제되었다. 하지만 성기능이 없었고, 따라서 결과적으로 수컷 말인 Clayton이 처음으로 복제된 말이 되었다.[38]

- 2007년, 점프를 잘하는 것으로 명성을 보인 서러브레드종인 Gem Twist가 Frank Chapot과 그의 가족에 의해 복제되었다.[39] 2008년 9월에는 Gem Twist의 번식을 통해 Gemini가 복제되었다.

- 2010년, 처음으로 크리올로종의 말이 아르헨티나에서 복제되었고, 이는 라틴아메리카에서 처음으로 복제된 말이었다.[40] 같은 해에 복제된 폴로 말이 역대 최고 금액으로 알려진 약 8억에 판매되었다.[41]

- 2013년, 세계에서 유명한[42] 폴로 말인 Adolfo Cambiaso가 높은 핸디캡을 가진 그의 팀 La Dolfine을 도와 아르헨티나 국제 오픈에서 우승했다. 2등은 복제된 말인 Show Me가 차지했다.[43][44]

## 생쥐
- 1986년, 처음으로 소비에트 연방에서 배아세포로부터 생쥐가 복제되었다.

- 처음으로 성체세포에서 복제된 생쥐는 1997년 Honolulu technique을 사용해 하와이의 한 대학교의 Ryuzo yanagimachi의 실험실에서 만들어졌다.

- 2008년, 일본의 과학자들은 16년간 얼려진 죽은 생쥐로부터 복제 쥐를 만들었다. 이는 포유류가 얼은 세포로부터 복제된 첫 사례였다.[45]

## 원숭이

### 히말라야 원숭이
- Tetra(암컷, 1999년) - 인공적인 수정란 분할에 의해 탄생[46]

- 이름이 지어지지 않은 복제된 배아(2007년) - 성체세포의 DNA를 이동하여 탄생[47]

### 게잡이 원숭이
Zhong Zhong과 Hua Hua(암컷, 2017년) - 체세포의 핵을 옮겨 영장류를 성공적으로 복제한 첫 사례로 Dolly와 같은 방법을 이용했다.

## 무플런
- 유럽의 멸종위기종인 야생양 무플런은 2001년에 복제되었다.[52]

- 복제된 아기 무플런은 2015년 이란의 멸종위기종의 성공적인 이종 복제로 유럽의 양에서 태어났다.[53]

## 노새
- Idaho Gem(수컷, 2003년)[54]은 노새 경주에서 세계 3위를 차지했다.[55]

- Utah Pioneer(수컷, 2003년)

- Idaho Star(수컷, 2003년

## 돼지
- 2000년, 스코틀랜드의 PPL Therapeutics에서 다섯 마리의 새끼 돼지(Jose, Josue, Juan, Amber, Jose)를 복제했다.[56]

- Xena(암컷, 미시건 주의 돼지, 2000년-2010년)[57]

- 중국의 BGI(Beijing Genomics institute)는 신약을 테스트해보고자 2014년 한 해 동안 500마리의 돼지를 70-80%의 성공적인 비율로 복제했다고 보고했다.[58]

## 피레네 아이벡스
복제된 피레네 아이벡스는 2003년 7월 30일에 태어났다. 하지만 폐의 신체적 결함으로 인해 태어나고 몇 분 후에 죽었다.

## 토끼
2003년 프랑스에서 복제되었다.

## 갈색 쥐
Ralph(수컷, 2003년)

## 양
- 첫 포유류 복제는 1984년 Steen Willadsen에 의해 이루어졌다. 그러나 이는 초기배아세포에 의해 이루어진 반면에 Dolly는 1996년에 서체세포로부터 복제되었다.[64]

- 1995년 분화된 배아세포로부터 Megan과 Morag가 복제되었다.

- Dolly(1996년-2003년), 처음으로 성체 체세포로부터 복제된 포유류로 6마리의 새끼를 가졌었다.[65]

- Royana(2006년-2010년)는 이란의 이스파한의 Royan Research Institute에서 복제되었다.[66]

- Oyali[67][68]와 Zarife[69]는 2017년 터키 이스탄불의 Istanbul대학교에서 복제되었다.

## 북극늑대
2005년 논란이 되는 과학자 황우석을 포함한 대한민국의 과학자들에 의해 북극늑대가 복제되었다. 두 마리의 복제된 암컷 늑대는 대중적으로 보여주기 위해 대한민국의 동물원에 보관되었다. 그 늑대들은 서울대에서 따온 Sunwolf와 Sunwolffy로 불렸다. Sunwolf는 2009년에 감염에 의해 죽었다.